# Centro Universitario de Svalbard
El Centro Universitario de Svalbard (en inglés: The University Centre in Svalbard, en ruso: Свальбардский международный университет, en noruego: Universitetssenteret på Svalbard.) 

## Generalidades
La universidad está localizada en la ciudad de Longyearbyen, en el archipiélago de Svalbard (Noruega). 
Las principales líneas de estudio se enfocan a las investigaciones árticas, sedimentología, glaciología, geología ártica, geofísica y geomorfología.
Su campus principal es el Parque de Ciencias de Svalbard, oficialmente inaugurado por el Rey y la Reina de Noruega el 26 de abril de 2006. El mismo incluye un anexo para la investigación ártica.
Por su parte, el 2 de septiembre de 2009, el Secretario General de la ONU, Ban Ki-Moon, visitó la UNIS; conjuntamente con el ministro noruego del Medio Ambiente, Erik Solheim, Ban Ki-Moon realizó un debate sobre el impacto del hielo derretido del Ártico en el ambiente.